# Fahrzeugsegment (Kraftfahrt-Bundesamt)
Das Kraftfahrt-Bundesamt (KBA) gliedert Personenkraftwagen mit Absprache von Lobbyorganisationen in nationale Fahrzeugsegmente ein. Ziel innerhalb dieser Statistiken ist eine bessere Vergleichbarkeit der Pkw-Modelle.

## Zuordnung
Im Zentralen Fahrzeugregister (ZFZR) bzw. dem Zulassungsdokument sind keine Merkmale enthalten, die eine automatische Segmentzuordnung ermöglichen. Die Eingruppierung der Modelle in Segmente nimmt das KBA anhand optischer, technischer und marktorientierter Merkmale vor. Sie erfolgt in enger Abstimmung mit dem Verband der Automobilindustrie (VDA) und dem Verband der Internationalen Kraftfahrzeughersteller e. V. (VDIK).

## Anwendung
Im 21. Jahrhundert sind die nationalen Pkw-Segmente in den Statistiken zu Neuzulassungen von Personenkraftwagen nach Segmenten und Modellreihen (FZ 11) seit 1999 und zum Bestand an Personenkraftwagen nach Segmenten und Modellreihen (FZ 12) seit 2003 enthalten.
In den 2014 veröffentlichten Begriffsbestimmungen zu Statistiken über Fahrzeugzulassungen gibt das Kraftfahrtbundesamt an: 

„Alle Fahrzeuge werden in den Statistiken über Fahrzeugzulassungen gemäß Europäische Gemeinschaft (EG)-
Klassifizierung (Richtlinie 2007/46/EG bzw. bei Krafträdern Richtlinie 2002/24/EG) bzw. nationaler Systematik nach Fahrzeugklassen ausgewiesen. Sofern eine EG-Typgenehmigung erteilt wurde, bildet die EG-Klassifizierung (z. B. M oder N) die Grundlage für die Fahrzeugeinstufung. Wurde eine Allgemeine Betriebserlaubnis (ABE) oder eine Einzelgenehmigung gemäß § 13 EG-Fahrzeug-Genehmigungsverordnung (EG-FGV) bzw. Betriebserlaubnis gemäß § 21 Straßenverkehrs-Zulassungs-Verordnung (StVZO) erteilt, kann für die Fahrzeugeinstufung die nationale Fahrzeug- und Aufbauart gemäß Verzeichnis zur Systematisierung von Kraftfahrzeugen und ihren Anhängern, aber auch die EG-Klassifi-
zierung verwendet werden.“

Zusätzlich zu den vorgenannten Klassifizierungen nach EG-Fahrzeugklassen wurden im 21. Jahrhundert für wettbewerbsrechtliche Marktabgrenzungen (Marktanteilsberechnungen) und zum Verbraucherschutz im Vertriebs- und Werkstattwesen sogenannte Fahrzeugsegmente definiert:
- Fahrzeugsegment (Europäische Kommission)[6]
- Die nationalen, auf Deutschland bezogenen Fahrzeugsegmente, die das Kraftfahrtbundesamt in Absprache mit Lobbyisten des deutschen Industrie-, Handels- und Servicewesens definiert.

Die Zuordnung zu den Fahrzeugsegmenten haben nach den Erklärungen sowohl von Seiten der EU-Kommission und auch nach Erläuterung des Kraftfahrtbundesamtes keinen verbindlichen Charakter. Die vorliegenden Segmentierungen von KBA und EU sind nicht deckungsgleich. Sie kennen und nutzen keine Bezüge zu Fahrzeugen aus dem 20. Jahrhundert. Daraus ergibt sich, dass alle vorgenannten Klassifizierungen und Segmentierungen zur Einteilung von Fahrzeugklassen im 20. Jahrhundert irrelevant sind.  

## Abgrenzungskriterien
Es gibt keine verbindliche „Formel“ für die Zuordnung von Modellen zu Segmenten. Als Abgrenzungskriterien werden folgende Merkmale herangezogen:
- Größe (Länge, Höhe)
- Gewicht (zulässige Gesamtmasse)
- Motorisierung (Hubraum)
- Leistung (Höchstgeschwindigkeit)
- Gepäckraum (Zuladung, Variabilität)
- Sitzplätze (Anzahl)
- Sitzhöhe (vorn)
- Allrad (angetriebene Achsen)
- Heckform (Varianten)
- Fahrzeugklasse (bei Wohnmobilen)
- Grundpreis

## Gliederung der Segmente
Die Gliederung der Segmente ist in der folgenden Tabelle dargestellt. Die Beispiele sind jeweils die drei Modellreihen mit den meisten Neuzulassungen in Deutschland in den Statistiken des KBA ab Januar 2013.
| KBA-Segmente (ab 2013) | Beispiele                                                                                          |
| ---------------------- | -------------------------------------------------------------------------------------------------- |
| Minis                  | VW up!, Smart Fortwo, Fiat 500/Panda                                                               |
| Kleinwagen             | VW Polo, Ford Fiesta, Opel Corsa, Seat Ibiza, Škoda Fabia, Citroën C3, Toyota Yaris                |
| Kompaktklasse          | VW Golf/Jetta, Audi A3, Mercedes-Benz A-Klasse, Opel Astra, Seat Leon, Škoda Octavia, Mini Clubman |
| Mittelklasse           | VW Passat, Mercedes-Benz C-Klasse, BMW 3er, Audi A4, Opel Insignia, Škoda Superb, Tesla Model 3    |
| Obere Mittelklasse     | BMW 5er, Audi A6, Mercedes-Benz E-Klasse, Volvo S90 (2016)                                         |
| Oberklasse             | Mercedes-Benz CLS-Klasse und S-Klasse, BMW 7er, Audi A8, VW Phaeton, Tesla Model S                 |
| SUVs                   | BMW X-Modelle, Mercedes-Benz GLK, Nissan Qashqai, Audi Q5, Porsche Cayenne, Tesla Model Y          |
| Geländewagen           | VW Tiguan, Mercedes-Benz G-Klasse, Toyota Land Cruiser, Land Rover Defender, Suzuki Jimny          |
| Sportwagen             | Porsche 911, Mercedes-Benz SLK-Klasse, Mercedes-Benz SLS, Nissan 350 Z                             |
| Mini-Vans              | Mercedes-Benz B-Klasse, Opel Meriva, Seat Altea/Leon/Toledo, VW Golf Sportsvan                     |
| Großraum-Vans          | VW Touran, Opel Zafira, VW Sharan, Renault Espace, Ford Galaxy                                     |
| Utilities              | VW Transporter/Caravelle, VW Caddy, Citroën Berlingo, VW Amarok, Mercedes-Benz X-Klasse            |
| Wohnmobile             | Fiat Ducato, VW Transporter/Caravelle, Mercedes-Benz Viano                                         |

Die ersten sechs Segmente sind an der Fahrzeuggröße orientiert. Bei den restlichen Segmenten steht die Verwendungsart bzw. Fahrzeugart und -aufbau im Vordergrund. Zu den Geländewagen zählen alle Pkw-Modelle, sobald sie als M1G-Fahrzeug gemäß Richtlinie 2007/46/EG typgenehmigt wurden. Ohne eine entsprechende Typgenehmigung werden Pkw-Modelle mit „Offroad-Charakter“ im Segment SUVs ausgewiesen. Die Eingruppierung von Modellreihen in Segmente ist oft ein Kompromiss und nicht immer eindeutig, was zu strittigen Ergebnissen führen kann. Das KBA nimmt regelmäßig Umgruppierungen von Modellen oder Änderungen an der Gliederung der Segmente vor.